# دارة قصر

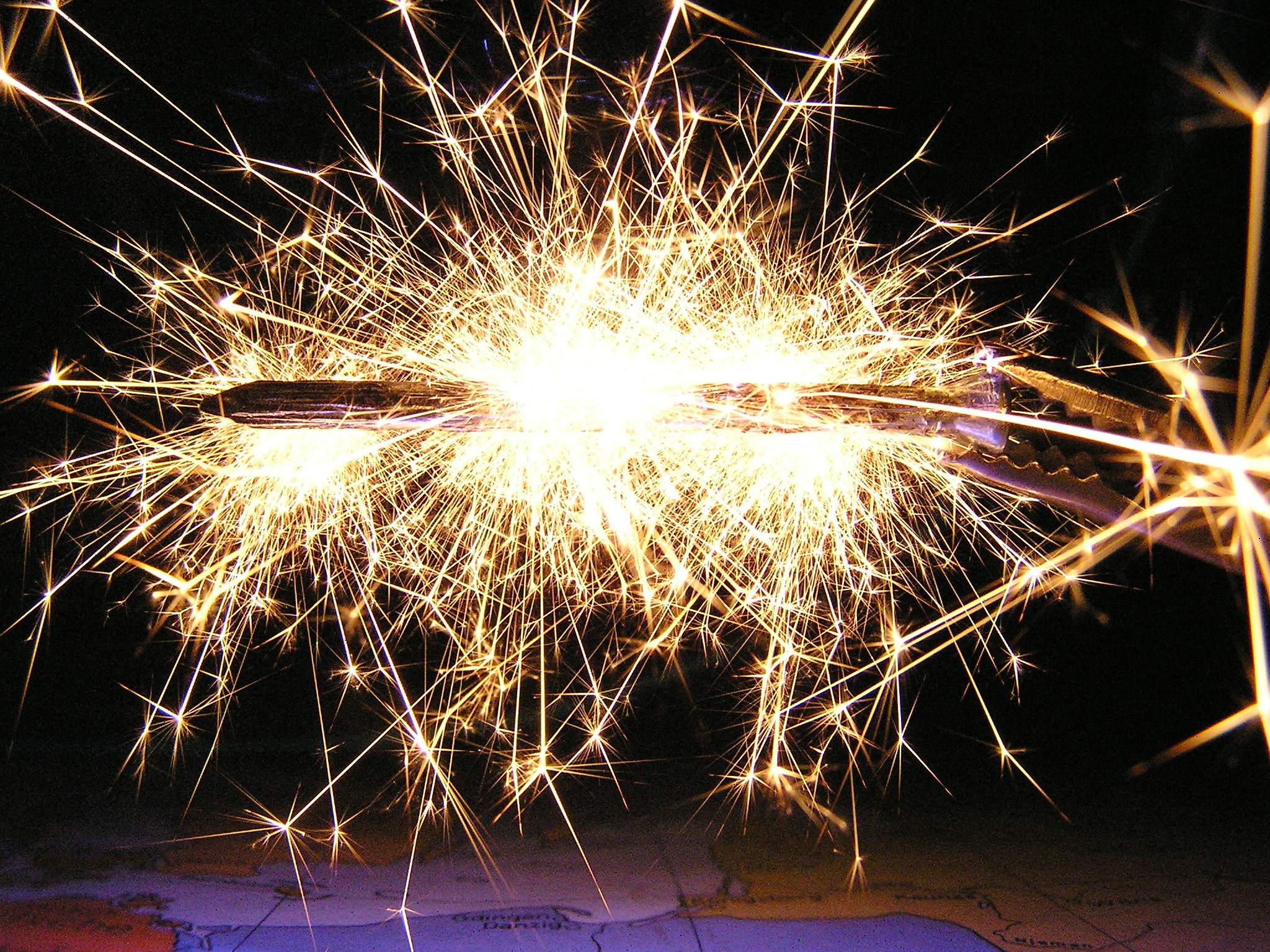
حدوث قصر الدائرة في حالة جهد كهربائي صغير (12 فولت / 20 أمبير).

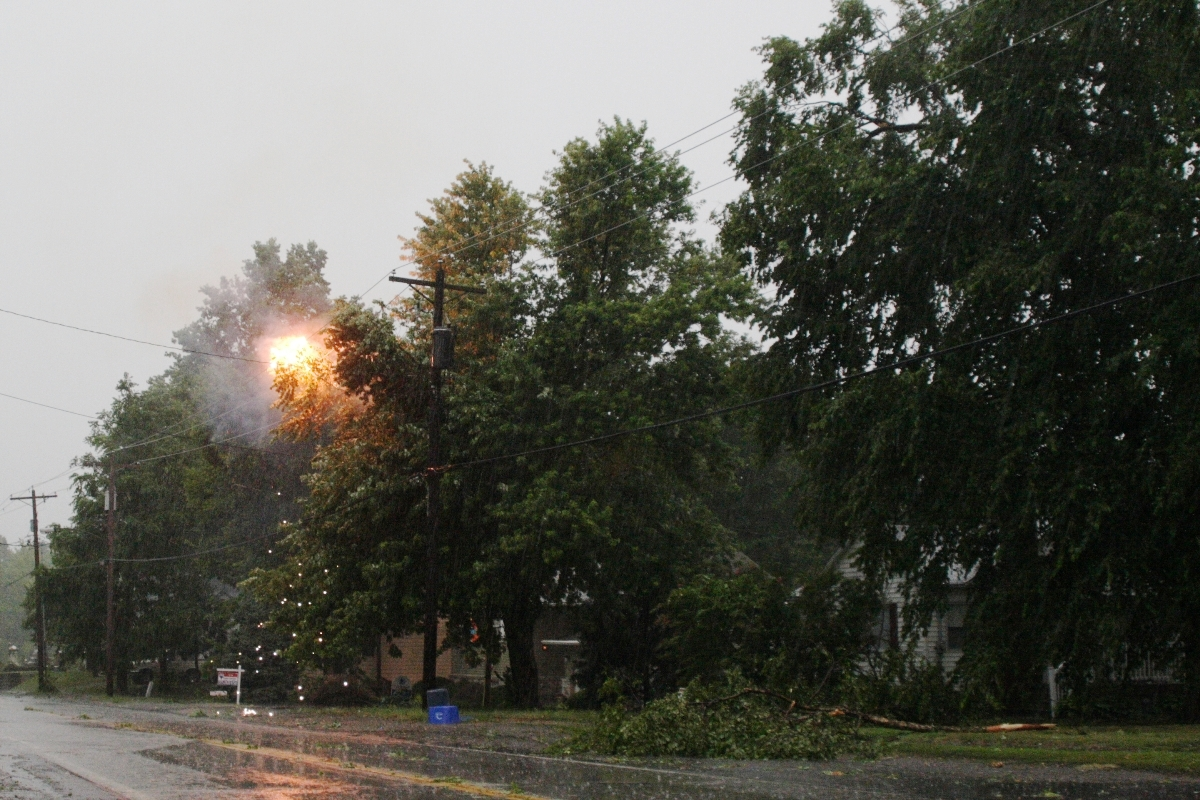
شكلت الشجرة، وهي مبلولة، أثناء تحركها وسط العاصفة دارة قصر بين الأرض وأسلاك الكهرباء فاحترقت الشجرة

دارة قصر (بالإنجليزية: Short circuit) هي دارة كهربائية ذات مقاومة صغيرة جداً وتقترب من الصفر، مما يعني أنه وحسب قانون أوم الكهربائي المعروف:
{\displaystyle I_{ShortCircuit}={\frac {V}{Z}}}
باللفظ : شدة التيار من دارة قصر = الجهد \ المقاومة،
في حالة حدوث قصر في دارة نظام كهربائي يتّخذ التيار قيمة قصوى أثناء استجابة عابرة . يحدث هذا التيار البالغ الشدة {\displaystyle I_{ShortCircuit}} عندما تنعدم مقاومة الدارة أو تكون المقاومة في الدارة منخفضة جدا ، وينشأ عن ذلك حرارة كبيرة في الدارة وقد يحدث أنفجار. المقاومة في الدارة هي مجموع جميع المعاوقات في الدارة ( وهي أي مجموع المعاوقات الحقيقية (real impedances) و المعاوقات التخيّلية (reactances or imaginary impedances)) في الدارة. وطبقا لقانون أوم ، يقترب التيار من قيمة اللانهاية طبقا للصيغة الآتية‍‌⁦⁧⁨:
{\displaystyle I=\lim _{Z\longrightarrow {0}}({\frac {V}{Z}})\longrightarrow \infty }
أمّا في التطبيق، فالمعاوقة {\displaystyle Z} لا تتّخذ قيمة الصفر بالدقّة لأنّ قيمتها المطلقة دائماً تبقى نهائية وفوق الصفر بالفعل - في حالة وجود تيار {\displaystyle I} متردد، ولذلك يتّخذ التيار قيم نهائية أيضاً،
سيقترب التيار المتردد من المالانهاية في مطاله بشكلٍ محدود ويتّخذ قيم عالية، ويصبح تيارا شديدا في أسلاك ذات مقاومية محدودة ، أو في المولد الكهربي مما يسبب احتراق الأسلاك وقد يحدث انفجار في الأجهزة ؛ ولذلك في كل الشبكات الكهربية يُحتاط دائما من الدارات القصيرة بوسائل معينة مثل المنصهرات أو جهاز فاصل الدارة أو جهاز مقنن التيار.
يقصد ب Short Circuit هو حصول فرق جهد {\displaystyle V} مساوٍ للصفر بين نقطتين توصيليتين في الدارة - وذلك من منظور نظري بحت، أمّا من منظور تطبيقي، فالجهد سيصبح متقلل نسبياً بين نقطتين توصيليتين في دارة كهربائية مصابة بالقصر، وفعّالية التقلل من الجهد تتعلّق بشدّة بالمقاومة الذاتية (أي المقاومة الداخلية) من مصدر الجهد الكهربائي: إن كانت عالية فالتأثير نحو انخفاض الجهد سيبقى خفيفا نسبياً، وإن كانت منخفضة فتأثير انخفاض الجهد سيصبح قويّ نسبياً.، وهذا بعكس ما يسمى الدائرة المفتوحة Open Circuit حيث ينعدم التوصيل بين نقطتين توصيليتين في الدارة.
في حالة وجود تيار{\displaystyle I} مباشر، السلك فائق التوصيل محث هو مثال ل Short Circuit حيث يصبح فرق الجهد بين نقطتيه التوصيليتين مساوٍ للصفر. بينما مكثف وهو متسلسل بمقاومة كهربائية عند توصيله بمصدر جهد الكهربائي (بطّارية قوية مثلاً) بين نقطتين توصيليتين يبدأ بالشحن وعندما يشحن إلى نهايته يمنع التيار الكهربائي من المرور ويصبح Open Circuit.
قد تحدث في الكهرباء المنزلية أن ينقطع التيار فجأة ويظلم البيت بسبب حدوث قصر في دائرة أحد الأجهزة ، كالمكواة مثلا . فتنصهر الفاصمة المنصهرة الرئيسة لحماية بقية الأجهزة الموجودة - بل لحماية الشبكة الكهربائية المجودة بالبيت من الحريق - لهذا نقوم بتركيب فاصمة منصهرة سليمة في اللوحة الكهربائية بالبيت ويعود التيار الكهربائي المعتاد.

## أمثـــلة
يحدث نوع شائع من قصر الدوائر الكهربية عندما يتم توصيل الأطراف الموجبة والسالبة للبطارية بموصل منخفض المقاومة ، مثل سلك. مع وجود مقاومة منخفضة في الاتصال ، سوف يتدفق تيار مرتفع في السلك ، مما يتسبب في توصيل كمية كبيرة من الطاقة في فترة زمنية قصيرة.
يمكن أن يتسبب التيار العالي المتدفق عبر البطارية في زيادة سريعة في درجة الحرارة ، مما قد يؤدي إلى حدوث انفجار مصحوبا بإطلاق غاز الهيدروجين والكهارل (حمض أو قاعدة) ، مما قد يؤدي إلى حرق اليدين والتسبب في العمى أو حتى الموت. ستؤدي أيضًا إلى زيادة سخونة الأسلاك الزائدة مما يؤدي إلى تلف عزل السلك أو نشوب حريق.
في الأجهزة الكهربائية ، تحدث دوائر قصر غير مقصودة عادةً عندما يتعرى عزل السلك ، أو عند إدخال مادة موصلة أخرى ، مما يسمح للشحنة بالتدفق على طول مسار مختلف عن المسار المقصود.
في الدوائر الرئيسية ، قد تحدث دوائر قصيرة بين مرحلتين ، بين طور ومحايد أو بين طور والأرض (أرضي ومتعادل (محايد)). من المحتمل أن تؤدي مثل هذه الدوائر القصيرة إلى تيار مرتفع جدًا وبالتالي تؤدي إلى أن يقوم "جهاز حماية التيار الزائد" بعزل الدارة سريعا.